# Eustroma semiatrata
Eustroma semiatrata là một loài bướm đêm trong họ Geometridae.